# Mario Mauriziano
Mario Leonardo Mauriziano Apolito (Santiago, 6 de noviembre de 1969) es un periodista, comentarista y conductor de programas y noticiarios deportivos. 
Sus inicios fueron en Radio Chilena en 1992 como reportero y luego comentarista del programa "La chispa del deporte", también trabajó en radios Bio-Bio y Agricultura. 
Su trabajo en televisión comenzó en 1994 en Megavisión. En 1995 se incorpora como conductor y comentarista de transmisiones del campeonato chileno en VTR Cablexpress. En 1998 forma parte del departamento de prensa de La Red y se suma a la cadena internacional de televisión Fox Sports. En 1999 llega a Canal 13 donde conduce programas deportivos como "En el área" y "Futgol" además de ser comentarista deportivo de Teletrece y varios eventos deportivos emitidos en el canal. 
En 2005 crea un programa para Fox Sports, "Hora de hablar", todos los días y durante 3 años comparte junto a destacados panelistas como Marcelo Barticciotto, Claudio Borghi, Nelson Acosta y Juvenal Olmos, entre varios. En 2011 llega a CDF y conduce su noticiario central. 
Periodista de profesión, hizo clases de periodismo deportivo.
Aparte del periodismo tiene una activa vida empresarial, representa junto a su hermano Gianfranco, la marca japonesa de motocicletas Yamaha. 
Tiene 5 hijos, Luca, Chiara, Mattia, Agostina y Jacinta.
- Datos: Q50846612
- Multimedia: Mario Mauriziano / Q50846612